# 日帝風水謀略説
日帝風水謀略説（にっていふうすいぼうりゃくせつ）とは、日本が韓国併合時代に朝鮮半島で行った政策の中で、風水によって朝鮮民族の民族精気を奪おうとしていたとされる説。断脈説、朝鮮断脈説とも。韓国では「日帝断脈説」「民族精気抹殺政策」や「風水侵略論」といわれる。いわゆる国家的な陰謀論のひとつである。

## 韓国（朝鮮半島）における風水
韓国（朝鮮半島）は歴史的に風水説や風水地理説が根強い土地である。風水は、中国で理論としてまとまった後に新羅時代の朝鮮半島に伝わり、少なくとも高麗時代には風水に基づいた為政がなされている。朝鮮の風水は主に有力者達の間で用いられたが、18世紀までには庶民の間にも広まったと考えられている。朝鮮半島の風水の特徴の1つに政治との結びつきの強さが挙げられ、遷都の際には風水に基づいて候補地が検討されたことが知られており、現在でもソウルは優れた「地脈」を持つ理想的な風水都市だという意見もある。また、風水と並んで祖先崇拝も強い朝鮮半島では墓の立地は極めて重要であり、李朝末期に朝鮮を訪れたアーソン・グレブスト（sv:Willy Grebst）は『悲劇の朝鮮』の中で、庶民がソウルに住みたがる理由の1つとして墓の多さを挙げており、今でも家や墓の立地が風水に基づいて決められることはよくある。特に日韓併合当時、風水上好ましいと思われる土地には、それが明白に墓地という区画であるかどうかに関わらず、他人の土地や国有地であっても、朝鮮の人民が勝手に死体を埋葬し、さらには後に自分たちがその土地の借地権や所有権を主張するという悪弊があり、総督府の土地調査において諸々の紛争を引き起こした。こうした風水に基づく発想や慣習は、日本からすれば異例のものであり、朝鮮総督府が三・一独立運動の原因を探るためにまとめた資料においても「朝鮮における風水」として大きく扱われていた。
また、朝鮮半島の歴史では、しばしば風水で地脈（龍脈）を断ち切るという伝説が登場する。例えば太宗は、自分と対立した李芳幹の墓が全州の風水で吉地とされる場所にあることを知り、山に灸を据えて地脈を断ち切らせたという。また、1797年に正祖は、高麗末期に明から遣わされた道士である徐師昊が端川(現・北朝鮮咸鏡南道)の懸徳山に5本の鉄杭を打ち込んだせいで、北関（咸鏡道）に人材が出ない」という「鉄杭断脈説」を唱えた。さらに、西京大学のソ・ギルス教授は「風水侵略史研究試論」で、文禄・慶長の役の時に明の将軍である李如松が江原道・忠清道・全羅道・慶尚道などで40以上の地脈を断ち切った、という調査結果を発表している。
黄文雄は、朝鮮総督府が頭を悩めた問題の1つとして風水を挙げている。特に鉄道建設用地の買収は困難を極めたといい、当時のソウル都市建設計画の施行責任者であった本間徳雄の苦悩を挙げている。朝鮮総督だった斎藤実が止めてしまえというほど、鉄道や道路の敷設は風水を断ち切るという理由で猛反発を受けた。また、1912年に日本が朝鮮で三角測量を実施する際には「『三角点の標石の下に魔物が埋められたので災厄がやって来る』という流言飛語にだまされないように」と注意する通達を出すほどだった。
これら都市計画は最終的に李垠（李王垠）の同意によって進められたが、風水を絶つために都市計画を行ったという現在の風水侵略論へと繋がっている。

## 歴史の立て直し事業
1995年、第14代韓国大統領の金泳三は、「光復50周年」を記念した、いわゆる「歴史立て直し事業」の中で、かつて日本が朝鮮半島で行った政策により、韓国内に残存している文物が「日帝残滓」であり、排除されるべきだと訴えた。その中には当時の日本が韓国（朝鮮半島）の地脈や民族の精気を絶つために「風水侵略」を行ったという非難があった。その例として有名なものに、日本が山頂などの風水上の要所に鉄杭を打ったという「日帝の鉄杭」がある。
当時の韓国では、1985年に北漢山にて鉄杭が発見されてから、特に「日帝の鉄杭」が信じられるようになっていた。この杭は不規則で風水的には意味を成さないものであったが、日本人が杭打ったとする証言によって根強く信じられていた。金泳三の歴史立て直し事業の背景には、日帝の風水政策を事実だと主張するソ・ギルスという学者の影響があったが、彼の専門は歴史ではなく、その論文も歴史学会で認められたものでもなかった。
黒田勝弘は、このような説を「日帝風水謀略説」「風水的マッカーシズム」と呼び、批判している。過剰な風水論とナショナリズムが結びついたものだと断じ、韓国マスコミの情緒的な反日主義が原因であり韓国人の被害者意識が背景にあるとする。黒田は韓国マスコミの多くが「風水侵略」論を事実として報じる一方で、疑問を呈した記事を掲載した雑誌が1誌あったことも併記している。
民間レベルの鉄杭除去運動は歴史の立て直し事業以前からあったといい、現在でも民間人による私的な除去作業が盛んである。1メートルを超えるものからごく短いものまで様々な「鉄杭」がいまも引き抜かれているが、そのほとんどは測量用の杭だという証言も多い。
鉄杭以外で有名なものには朝鮮総督府庁舎がある。朝鮮総督府庁舎は単純に日帝残滓として判断された以外にも、風水学の観点から王宮を塞ぐように建っていることや、さらに王宮に対して正対せず「斜め」に建てられていることから問題視されていた。最終的に朝鮮総督府庁舎は歴史の建て直し事業の中で解体され、その解体作業ではパレードが行なわれるなど、祝賀行事としての性格があった。
これらの説については、そもそも日本人は風水を信じているものが少なく、荒唐無稽な説であって、黒田は「韓国社会におけるある種の伝説」と断じている。ただし、ソウル大学社会学科の慎鏞廈教授は、日本人が風水を信じていないとしても、風水を信じている韓国人に挫折感を植えるために行ったと主張している。

## 風水侵略とされるもの

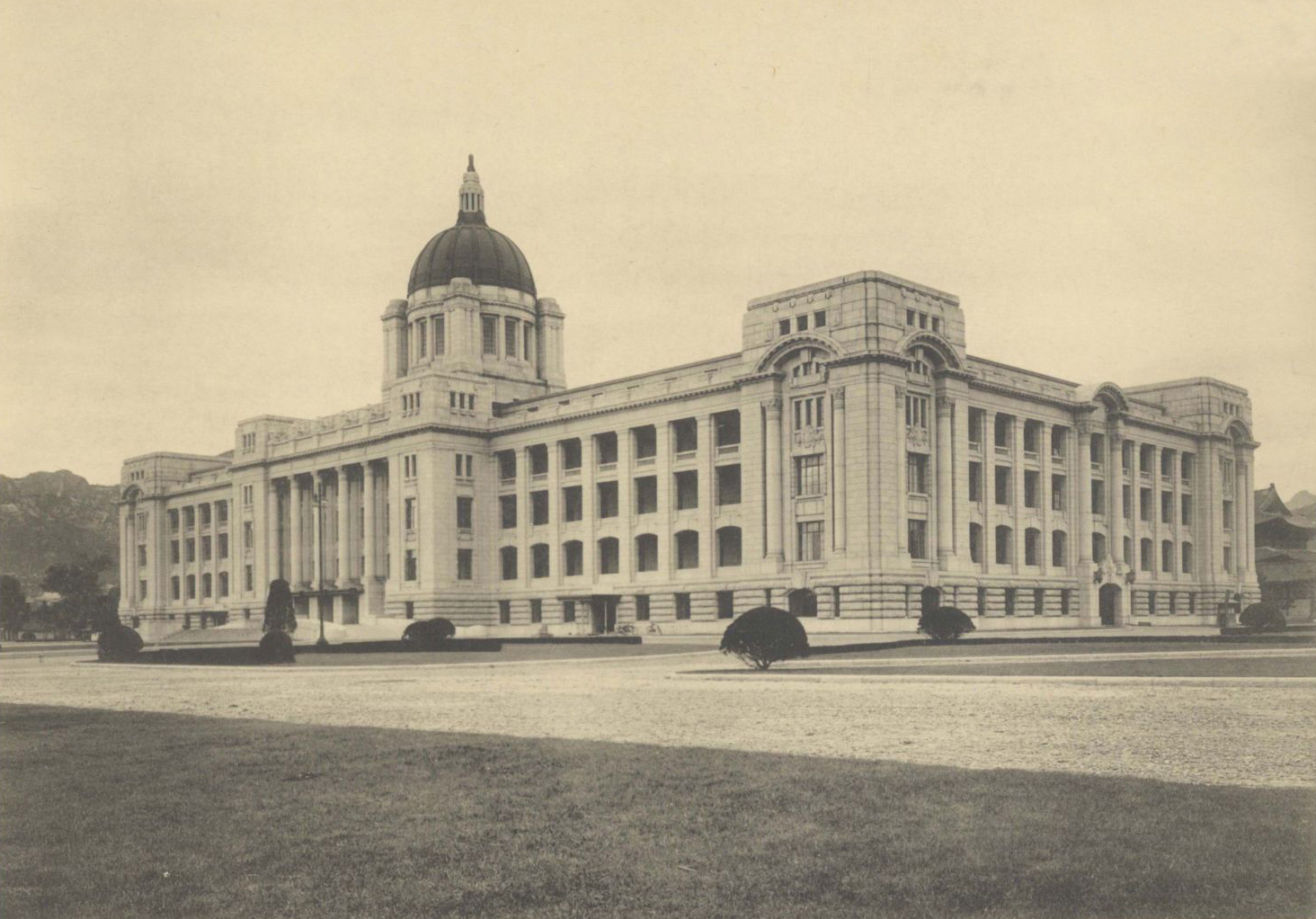
1995年に解体された旧朝鮮総督府庁舎

- 1995年、ソウルの日本大使館の位置が風水侵略の一環だとして批判された。元ソウル大学教授である風水学者は、「首都の主山である北岳の精気を奪っている」「外明堂に供給される精気を遮断しており、日帝による風水侵略の象徴である」としている[1]。
- 風水ではないが、日本が建設した朝鮮総督府庁舎、ソウル市庁舎、北岳の上空からの外観を組み合わせると「大日本」と読めるとされていた[28][3]。
  - 2009年、日本が建設した釜山矯導所、慶南道庁、釜山府庁の上空からの外観を組み合わせると「大日本」と読めると報道された[3]。

## 関連文献
- 崔吉城「韓国・風水ナショナリズム」アジア遊学47号、勉誠出版、2003年